# Marvin Boadu
Marvin Boadu (* 18. April 1989 in Reinbek) ist ein deutscher Basketballspieler auf der Aufbauposition.

## Laufbahn
Boadu wurde in Reinbek nahe Hamburg geboren, er stammt von einem US-amerikanischen Vater mit ghanaischen Wurzeln ab. Von 1992 bis Ende des Jahres 1999 wuchs Boadu in den Vereinigten Staaten auf, kehrte dann nach Deutschland zurück, wo er in der Jugend des BC Hamburg spielte und es im Altersbereich U16 in den erweiterten Kader der deutschen Nationalmannschaft schaffte. Zwischen 2005 und 2008 lebte er abermals in den USA und spielte Basketball an der John F. Kennedy High School in Richmond (Kalifornien).
In der Saison 2008/09 spielte der 1,93 Meter große Boadu kurz für die BSG Bremerhaven (zweite Regionalliga), bestritt fünf Spiele für den Hamburger Verein Bramfelder SV in der ersten Regionalliga und wechselte im Dezember 2008 innerhalb der Liga zum SC Rist Wedel, mit dem er im Frühling 2009 den Meistertitel gewann und somit den Aufstieg in die 2. Bundesliga ProB schaffte. Er verließ Wedel nach der Saison und spielte fortan bis 2012 beim SC Rasta Vechta in der ProB. In der Saison 2011/12 wurde er mit den Niedersachsen ProB-Vizemeister. 2012/13 lief er wieder für Wedel (ebenfalls ProB) auf.
Zur Saison 2013/14 wechselte Boadu in die 2. Bundesliga ProA und verstärkte in dieser Spielzeit erst den BBC Magdeburg und ab Januar 2014 die Oettinger Rockets. In der Saison 2014/15 spielte er zunächst abermals in Wedel, trennte sich aber nach kurzer Zeit von der Mannschaft, lief kurzzeitig für den VfL Stade in der Regionalliga auf und schloss sich dann den Hertener Löwen in der 2. Bundesliga ProB an. Im Januar 2015 wurde Boadu bis Mai 2015 von der Anti-Dopingkommission des Deutschen Basketball Bundes gesperrt, nachdem in einer Dopingprobe ein nicht zulässiger Wert an Tetrahydrocannabinol entdeckt wurde.
In der Saison 2015/16 spielte er für Citybasket Recklinghausen in der ProB, im November 2015 kam es zur Trennung. Im Juli 2020 gab Regionalligist VfL Stade seine Verpflichtung bekannt. Im Spieljahr 2021/22 war Boadu mit 17,7 Punkten je Begegnung der beste VfL-Korbschütze. 2022/23 erhöhte er diesen Wert auf 21, kam ebenfalls auf Mittelwerte von 10,4 Rebounds, 3,7 Vorlagen, was in der Stader Mannschaft ebenfalls die Bestleistungen waren.

### Sonstiges
Boadus älterer Bruder Aaron gehörte 2010 zur Football-Mannschaft der Kiel Baltic Hurricanes, die den German Bowl gewann und spielte auch später für die Ostseestädter.